# Tiranet amazònic
El tiranet amazònic (Inezia subflava) és un ocell de la família dels tirànids (Tyrannidae).

## Hàbitat i distribució
Habita manglars, matolls, clars del bosc i bosc obert de les terres baixes de l'est de Colòmbia, Veneçuela, nord de Bolívia i nord del Brasil amazònic.